# Desa Situmekar (administrativ by i Indonesien, lat -6,87, long 108,03)
Desa Situmekar är en administrativ by i Indonesien.   Den ligger i provinsen Jawa Barat, i den västra delen av landet, 150 km sydost om huvudstaden Jakarta.